# Wybory parlamentarne na Węgrzech w 2014 roku
Wybory parlamentarne na Węgrzech w 2014 roku odbyły się 6 kwietnia. To pierwsze wybory po wprowadzeniu nowej Konstytucji Węgier w 2011 r. oraz po zmianie ordynacji wyborczej. Wybranych zostało 199 parlamentarzystów.

## Zmiany w ordynacji

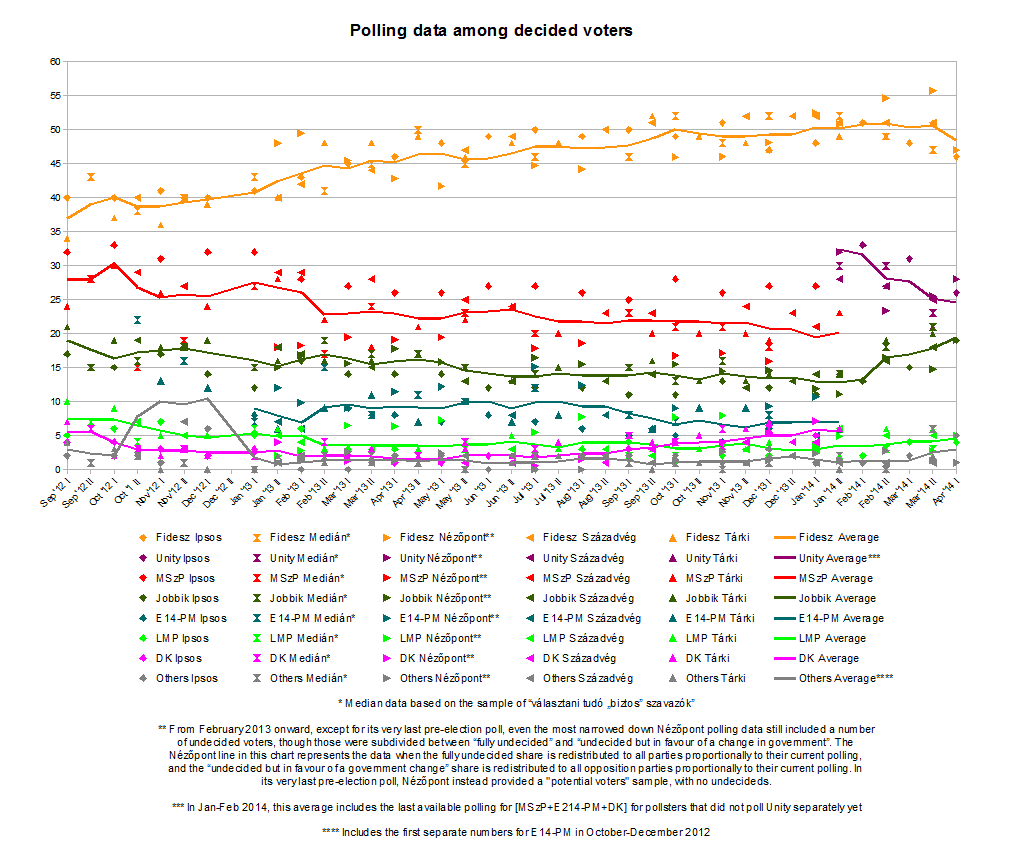
Grafika z deklarowanym poparciem dla poszczególnych list wyborczych

W listopadzie 2012 r. wprowadzone zostały poprawki dotyczące kampanii wyborczej. Według nowych zasad będzie ona przeprowadzana 50 dni przed wyborami. Cisza wyborcza została wydłużona do 8 dni. Pierwotnie wprowadzono także zakaz prowadzenia kampanii wyborczej w prywatnych mediach oraz internecie. Rok później uchwalone zostały kolejne poprawki, które pozwalają na prowadzenie kampanii w mediach prywatnych.
Reformy drugiego rządu V. Orbána zmniejszyły liczbę parlamentarzystów z 386 do 199. Skasowano również drugą turę wyborów.

## Sondaże
Ostatnie przedwyborcze sondaże przewidywały wygraną Fidesz-KDNP przed Összefogás, Jobbikiem i LMP.

## Wyniki wyborów
Opracowano na podstawie materiału źródłowego:
| Lista                              | Poparcie w % | Okręgi jednomandatowe | Listy krajowe | Łącznie mandaty |
| ---------------------------------- | ------------ | --------------------- | ------------- | --------------- |
| Fidesz-KDNP                        | 44,87        | 96                    | 37            | 133             |
| MSZP-Együtt-DK-PM-MLP (Összefogás) | 25,57        | 10                    | 28            | 38              |
| Jobbik                             | 20,22        | 0                     | 23            | 23              |
| LMP                                | 5,34         | 0                     | 5             | 5               |
| Inne                               | 4,08         | -                     | -             | -               |